# Janusz Szkutnik
Janusz Henryk Szkutnik (ur. 22 czerwca 1955 w Jarosławiu, zm. 19 grudnia 2024) – polski działacz polityczny, historyk i antykwariusz.

## Życiorys
W 1996 ukończył studia w Wyższej Szkole Pedagogicznej w Rzeszowie. W latach 1977–1981 współpracownik KSS „KOR”, związany ze środowiskiem „Robotnika”. Współpracownik Rzeszowskiego Komitetu Samoobrony Chłopskiej i redaktor niezależnej „Wsi Rzeszowskiej” (1978–1980). Od jesieni 1980 współorganizował koła „Solidarności Wiejskiej” na terenie województwa rzeszowskiego, pracując w latach 1980–1981 w Wojewódzkim Komitecie Założycielskim „Solidarności Wiejskiej”, a po połączeniu niezależnych związków chłopskich – NSZZ RI „Solidarność”. Internowany w stanie wojennym 13 grudnia 1981 w podrzeszowskim Załężu, podjął m.in. protest głodowy. Po opuszczeniu ośrodka odosobnienia we wrześniu 1982 rozpoczął działalność w strukturach rzeszowskiej opozycji, zostając współtwórcą i działaczem Solidarności Walczącej (1983–1990), Rzeszowskiego Komitetu Oporu Rolników (1983–1989) oraz Niezależnego Ruchu Ludowego „Solidarność”, współredagował podziemną „Galicję” (SW), „Wieś Rzeszowską” (RzKOR), „Informator Rzeszowski” oraz „Solidarność Zwycięży” (SW), współtworząc także m.in. rzeszowskie Radio „Solidarności Walczącej”. Wielokrotnie represjonowany, w 1985 trafił do więzienia (zwolniony na mocy amnestii w 1986).
W 1989 zdecydowany przeciwnik porozumień Okrągłego Stołu. W 1989 współtworzył PSL „Solidarność”. Następnie, do 1991 był członkiem Zarządu Regionu Rzeszowskiego, wywodzącej się z „Solidarności Walczącej” Partii Wolności. Od 1991 do 1996 działał w Partii Chrześcijańskich Demokratów. W późniejszym okresie należał do Porozumienia Polskich Chrześcijańskich Demokratów i jako jego członek kandydował do Sejmu w wyborach parlamentarnych w 2001 z listy Akcji Wyborczej Solidarność Prawicy, która nie osiągnęła progu wyborczego dla koalicji. Po 2005 był działaczem Stronnictwa Ludowego „Ojcowizna”.

## Odznaczenia
W 2007, za wybitne zasługi w działalności na rzecz przemian demokratycznych w Polsce, za osiągnięcia w podejmowanej z pożytkiem dla kraju pracy zawodowej i społecznej, został odznaczony przez prezydenta Lecha Kaczyńskiego Krzyżem Oficerskim Orderu Odrodzenia Polski. W 2010 został odznaczony Krzyżem Solidarności Walczącej. W 2020 otrzymał Krzyż Wolności i Solidarności.